# Qingxi, Dabu
Qingxi (kinesiska: 青溪) är en köping i sydöstra Kina. Den ligger i Dabu härad i staden Meizhou i provinsen Guangdong, omkring 370 kilometer nordost om provinshuvudstaden Guangzhou. Antalet invånare är 13 603. Befolkningen består av 6 507 kvinnor och 7 096 män. Barn under 15 år utgör 18,0 %, vuxna 15-64 år 68 %, och äldre över 65 år 12,0 %.